# 周連星惑星

周連星惑星の軌道。いずれかの恒星のみを公転している惑星は周連星惑星には分類されない。

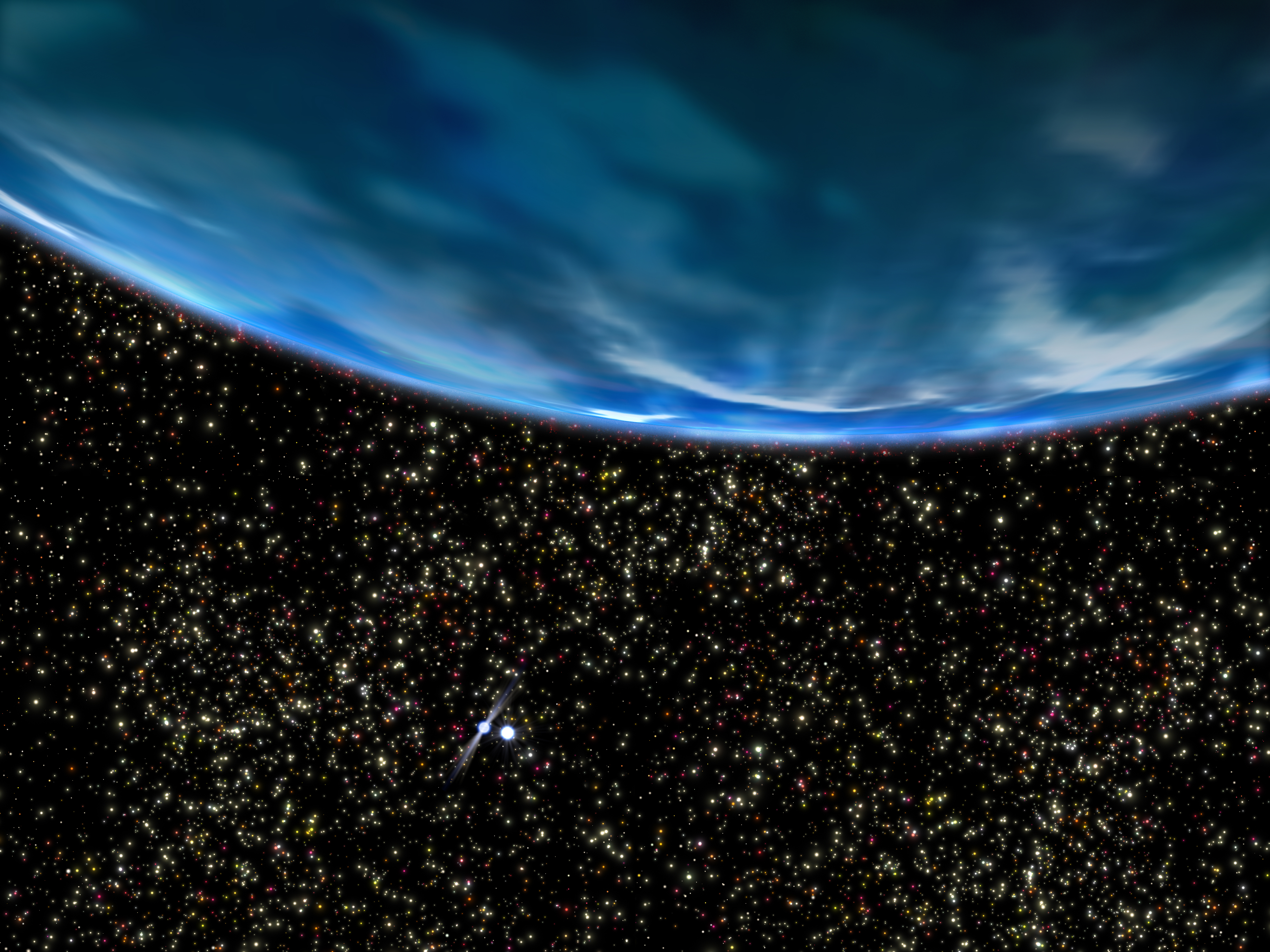
最初に確認された周連星惑星である PSR B1620-26 b の想像図。主星の PSR B1620-26 は中性子星と白色矮星の連星系で、奥に小さく描かれている。

周連星惑星（しゅうれんせいわくせい、英語: Circumbinary planet）とは、単一の恒星の代わりに連星系の周囲を公転する惑星のことである。太陽は単一星なので、この用語は太陽系外惑星に対してのみ使われる。公転する恒星の数は問わないが、3個以上の恒星から成る連星を公転する周連星惑星は軌道が安定しないので、周連星惑星が安定して存在できるのは二重連星のみである。2019年2月までにいくつかの周連星惑星やその候補が観測されているが、2012年時点での観測データに基づく推計では、銀河系内に周連星惑星は少なくとも数百万個存在している可能性が示されている。

## 観測と発見

### 確認された惑星
周連星惑星が最初に発見された連星系は、ミリ秒パルサーと白色矮星から構成されたPSR B1620-26系で、球状星団のM4に属している。最初にこの連星を公転する第3の天体が報告されたのは1993年のことで、5年間の観測によりその正体が惑星であることが示された。2003年には、この惑星は木星の2.5倍の質量を持ち、軌道長半径23 auの真円に近い軌道に沿って周回しているという研究が発表された。
2008年には、おとめ座HW星と呼ばれるB型準矮星と赤色矮星からなる食連星の周囲に、複数の惑星が存在すると報告された。内側の惑星は最低質量が木星の8.47倍、外側の惑星は19.23倍、公転周期はそれぞれ9年と16年である。質量を基準とした定義によると外側の天体は褐色矮星に分類されるが、発見チームは軌道の性質に基づき、この天体が惑星と同じように原始惑星系円盤で形成された可能性を主張している。これらの惑星は元はより質量の小さい天体だったが、連星の主星が赤色巨星になり質量を放出した際に質量が付け加わったと考えられている。
2011年には、ケプラーの成果として、2つの恒星を回るケプラー16bが発見された。この星系、当初は単純な食連星系と見られていたが、食が起きていないときにも光が減少する事が発見され、第3の星の可能性が検討された。その後、229日周期で回る土星に似た惑星が発見された。
2012年には、2つの太陽を回る2つの惑星がケプラー47で発見された。
2016年には、ケプラーの観測でケプラー1647という太陽に似た2つの恒星を公転するケプラー1647bという惑星が発見された。この惑星は、大きさが知られている既知の周連星惑星で最大の大きさを持つ。また、軌道がハビタブルゾーンに位置している。

### その他の観測

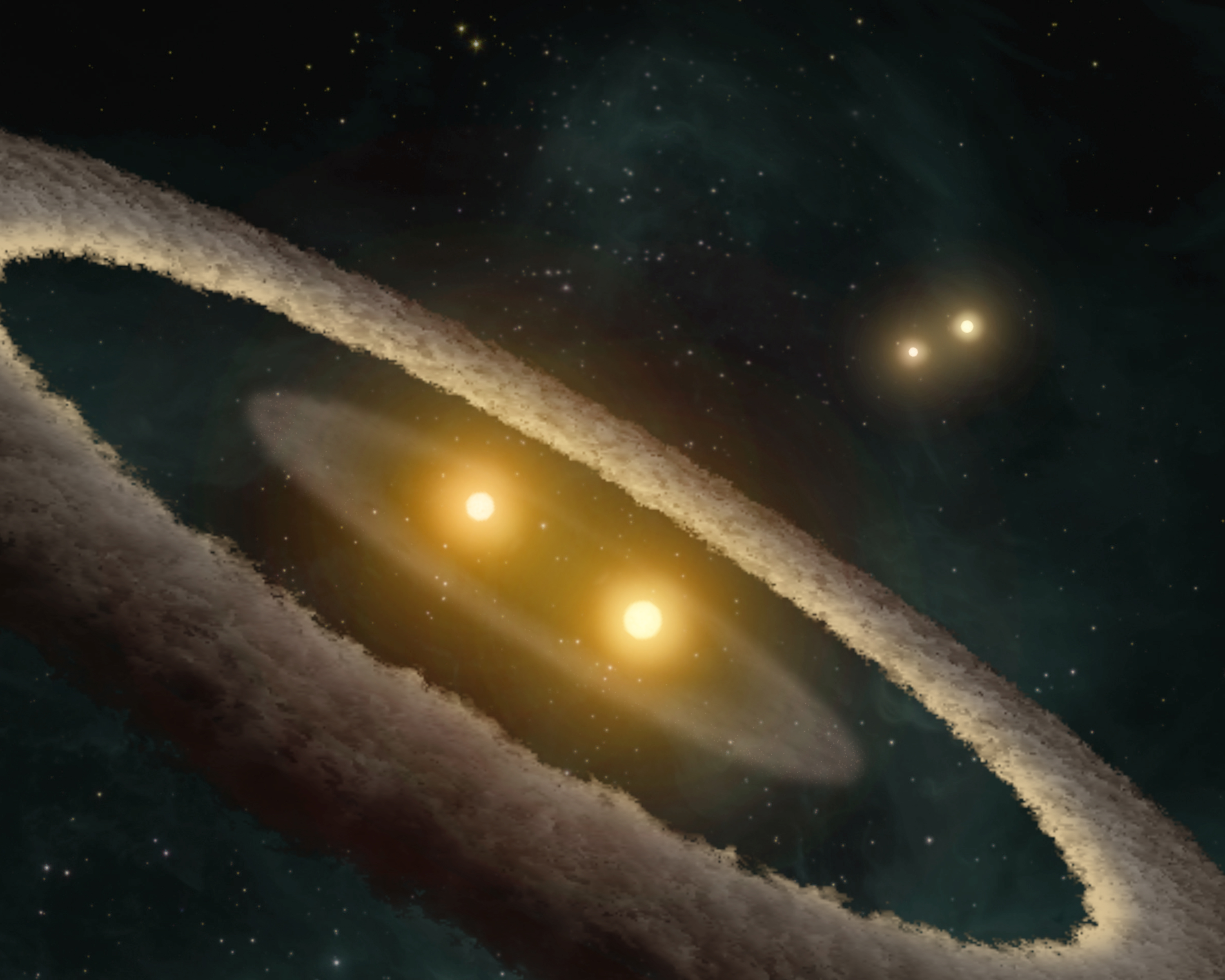
周連星円盤を持つ連星系 HD 98800 B の想像図。奥に描かれた別のペア (HD 98800 A) と共に四重連星系を成している。

1999年、近接した連星系であるMACHO-1997-BLG-41の周囲に、重力マイクロレンズ法を利用して惑星を発見したことが報告された。この惑星は連星から離れた軌道を公転していると考えられたが、惑星の存在の根拠とされた観測結果が連星自体の運動によって十分説明できることが分かり、報告は取り下げられた。
また、グリーゼ630.1と呼ばれる三重連星系の一部を構成し、食連星としても知られるりゅう座CM星は、数度にわたって系外惑星探査の対象となった。食検出法による観測ではいくつかの惑星の存在が仮定されたが確証は得られず、最終的には全ての惑星候補の可能性が除外された。その後、惑星の影響を受けて連星系が運動することで食の間隔が変動する様子を捉える方法が用いられるようになったが、2009年の時点では惑星の実証には至っていない。ただし連星の軌道は軌道離心率が完全に0ではないため、外側に連星の軌道を楕円化するような巨大惑星か褐色矮星が存在する可能性がある。
周連星惑星自体の観測例が少ない一方で、周連星惑星の形成を示唆する周連星円盤は複数の連星系で見つかっており、恒星間の軌道長半径が3 au以下の連星系では一般的なものと考えられている。例えば、HD 98800と呼ばれる多重連星系では、67.6 au離れた2つの連星系が四重連星系を構成しているが、そのうち HD 98800 B と呼ばれるペアは0.699太陽質量と0.582太陽質量の恒星が軌道長半径0.98 au、軌道離心率0.785の楕円軌道で共通重心を周回する連星になっており、周囲には周連星円盤が見つかっている。この円盤は軌道離心率の大きなHD 98800 Bによって歪められ、2つの恒星の軌道面に対してほぼ垂直に傾いている複雑な構造を有している。一方でHD 98800 Aのペアには有意な量のダストは存在していない。

## 周連星惑星の一覧
| 連星名              | 惑星名 | 質量 (MJ)          | 軌道長半径 （au）        | 公転周期 （年）          | 発見年          | 状態     | 発見方法                  | 出典   |
| ------------------- | ------ | ------------------ | ------------------------ | ------------------------ | --------------- | -------- | ------------------------- | ------ |
| MACHO-1997-BLG-41   | b      | ~3                 | ~7                       | 不明                     | 1999            | 撤回     | 重力マイクロレンズ法      | [ 23 ] |
| PSR B1620-26        | b      | 2.5 ± 1            | 23                       | ~100                     | 1993 （初検出） | 確認済み | パルサータイミング法      | [ 24 ] |
| HD 202206           | c      | >2.179             | 2.4832                   | 3.83 ± 0.05              | 2005            | 確認済み | ドップラー分光法          | [ 25 ] |
| おとめ座HW星        | b      | >19.2 ± 0.2        | 5.30 ± 0.23              | 15.84 ± 0.14             | 2008            | 疑問     | Eclipsing binary timing   | [ 27 ] |
| おとめ座HW星        | c      | >8.5 ± 0.4         | 3.62 ± 0.52              | 9.08 ± 0.22              | 2008            | 疑問     | Eclipsing binary timing   | [ 27 ] |
| おとめ座QS星        | b      | ~6.4               | ~4.2                     | 7.86                     | 2009            | 疑問     | Eclipsing binary timing   | [ 28 ] |
| おとめ座DT星        | c      | 8.5 ± 2.5          | 1168                     | ~10                      | 2010            | 疑問     | 直接撮影法                |        |
| へび座NN星          | b      | 2.28 ± 0.38        | 3.39 ± 0.10              | 7.75 ± 0.35              | 2010            | 確認済み | Eclipsing binary timing   | [ 29 ] |
| へび座NN星          | c      | 6.91 ± 0.54        | 5.38 ± 0.20              | 15.50 ± 0.45             | 2010            | 確認済み | Eclipsing binary timing   | [ 29 ] |
| しし座DP星          | b      | >6.05 ± 0.47       | 8.19 ± 0.39              | 28.0 ± 2.0               | 2010            | 確認済み | Eclipsing binary timing   | [ 30 ] |
| ケプラー16          | b      | 0.333 ± 0.016      | 0.7048 ± 0.0011          | 0.62678+0.00005 −0.00010 | 2011            | 確認済み | トランジット法            | [ 31 ] |
| ケプラー34          | b      | 0.220+0.011 −0.010 | 1.0896 ± 0.0009          | 0.79130+0.00017 −0.00022 | 2012            | 確認済み | トランジット法            | [ 32 ] |
| ケプラー35          | b      | 0.127+0.020 −0.021 | 0.60345+0.00100 −0.00102 | 0.36015+0.00021 −0.00029 | 2012            | 確認済み | トランジット法            | [ 32 ] |
| おとめ座NY星        | b      | >2.85              | 3.457                    | 8.42                     | 2012            | 確認済み | Eclipsing binary timing   | [ 33 ] |
| ちょうこくぐ座RR星  | b      | >4.2 ± 0.4         | 5.3 ± 0.6                | 11.9 ± 0.1               | 2012            | 確認済み | Eclipsing binary timing   | [ 34 ] |
| ケプラー38          | b      | <0.384             | 0.4644+0.0082 −0.0092    | 0.28930+0.00015 −0.00010 | 2012            | 確認済み | トランジット法            | [ 35 ] |
| ケプラー47          | b      | 0.0265 ± 0.00195   | 0.2956 ± 0.0047          | 0.13565 ± 0.00011        | 2012            | 確認済み | トランジット法            | [ 37 ] |
| ケプラー47          | c      | 0.0729 ± 0.0062    | 0.989 ± 0.016            | 0.8306                   | 2012            | 確認済み | トランジット法            | [ 37 ] |
| ケプラー47          | d      | 不明               | 不明                     | 187.3                    | 2013            | 未確認   | トランジット法            | [ 38 ] |
| NSVS 14256825       | b      | >2.9 ± 0.4         | 1.9 ± 0.8                | 3.49 ± 0.38              | 2012            | 調査中   | Eclipsing binary timing   | [ 39 ] |
| NSVS 14256825       | c      | >8.0 ± 1.5         | 2.9 ± 0.7                | 6.86 ± 0.45              | 2012            | 調査中   | Eclipsing binary timing   | [ 39 ] |
| ケプラー64A         | b      | <0.532             | 0.634 ± 0.011            | 0.37947+0.00029 −0.00025 | 2012            | 確認済み | トランジット法            | [ 40 ] |
| おうし座FW星        | b      | 10 ± 4             | 330 ± 30                 | 不明                     | 2014            | 確認済み | 直接撮影法                | [ 41 ] |
| ROXs 42 B           | b      | 10 ± 4             | 140 ± 10                 | 不明                     | 2014            | 確認済み | 直接撮影法                | [ 41 ] |
| HD 106906           | b      | 11 ± 2             | 650                      | 不明                     | 2014            | 確認済み | 直接撮影法                | [ 42 ] |
| ケプラー413         | b      | 0.211+0.069 −0.066 | 0.3553+0.0020 −0.0018    | 0.18154+0.00007 −0.00006 | 2014            | 確認済み | トランジット法            | [ 43 ] |
| ケプラー451         | b      | 1.9                | 0.92                     | 1.14                     | 2015            | 確認済み | Eclipse Timing Variations | [ 44 ] |
| ケプラー453         | b      | 0.0003 ± 0.0503    | 0.7877 ± 0.0028          | 0.65891 ± 0.00014        | 2015            | 確認済み | トランジット法            | [ 45 ] |
| へびつかい座V2051星 | b      | >7.3 ± 0.7         | ~9.0                     | 不明                     | 2015            | 確認済み | Eclipsing binary timing   | [ 46 ] |
| ケプラー1647        | b      | 1.52 ± 0.65        | 2.7205 ± 0.0070          | 3.03450 ± 0.00006        | 2016            | 確認済み | トランジット法            | [ 10 ] |
| OGLE-2007-BLG-349L  | b      | 0.252 ± 0.041      | 2.59+0.43 −0.34          | 不明                     | 2016            | 確認済み | 重力マイクロレンズ法      | [ 47 ] |
| OGLE-2016-BLG-0613L | b      | 4.18+3.19 −2.43    | 6.40+2.51 −2.63          | 不明                     | 2017            | 確認済み | 重力マイクロレンズ法      | [ 48 ] |
| KIC 5095269         | b      | 7.70 ± 0.08        | 0.795 - 0.805            | 0.6512 ± 0.0003          | 2017            | 確認済み | Eclipsing binary timing   | [ 49 ] |

## フィクション中の周連星惑星
『スター・ウォーズ』シリーズに登場する架空の惑星タトゥイーンは、近接した連星系の周囲を公転する周連星惑星である。